# Die singende Stadt (film 1930)
Die singende Stadt è un film del 1930 diretto da Carmine Gallone. L'anno seguente, Arnold Pressburger produsse la versione inglese del film che prese il titolo City of Song (in italiano, La città canora, affidando anche questa volta la regia a Gallone ma con un cast di attori quasi totalmente inglese.

## Produzione
Il film fu una co-produzione anglo-tedesca

## Distribuzione
Il film fu proiettato a Vienna. il 27 ottobre 1930.
Distribuito dall'Universum-Film Verleih GmbH (Ufa), in Germania il film fu presentato in prima all'Ufa-Palast am Zoo di Berlino il 29 ottobre 1930. Nello stesso anno, uscì in Ungheria (15 novembre) e Danimarca (20 novembre). Nel 1931, il 28 settembre, fu distribuito in Finlandia, uscendo poi nel 1932 anche in Giappone. La World's Trade Exchange Inc. lo distribuì negli Stati Uniti in una versione senza sottotitoli presentata a New York il 9 maggio 1932 con il titolo The Singing City.